# Marksuhl
Marksuhl este o comună din landul Turingia, Germania.